# کارلوتا مائوری
کارلوتا ژواکینا مائوری (۶ ژانویه ۱۸۷۴ – ۳ ژانویه ۱۹۳۸) یک زمین‌شناس، چینه‌شناس، دیرینه‌شناس بود و یکی از اولین زنانی بود که به‌عنوان دانشمند حرفه‌ای در صنعت نفت و گاز فعالیت کرد. او به‌عنوان دیرینه‌شناس در یک شرکت نفتی مشغول به کار بود و به‌عنوان زمین‌شناس نفتی در رویال داچ شل فعالیت داشت.
مائوری بر روی نرمتنان ترشیاری تمرکز داشت.
مائوری ابتدا پس از حضور در دانشگاه کرنل و دریافت دکترای خود در سال ۱۹۰۲، به تدریس در دانشگاه‌ها پرداخت، با این حال او در دستیابی به موقعیت تمام‌وقت مشکل داشت. با وجود این، او علاقه‌مند به انجام اکتشافات دیرینه‌شناسی بود.
علیرغم موفقیت‌های بعدی، مائوری در اوایل دوران حرفه‌ای خود با چالش‌هایی مواجه بود که در برخی موارد به جنسیت او مربوط می‌شد. در اوایل قرن بیستم، زنان بسیار کمی در حوزه علوم فعالیت داشتند. مائوری یکی از معدود زنانی بود که علوم را دنبال کرد.

## اوایل زندگی
کارلوتا ژواکینا مائوری در ۶ ژانویه ۱۸۷۴ در هاستینگز-آن-هادسون، نیویورک به دنیا آمد. پدر او، کشیش میتون مائوری، از نسل مستقیم کشیش جیمز مائوری و یکی از پسران سارا میتون مائوری بود. مادر او، ویرجینیا دراپر، دختر آنتونیا کوتانا دِ پایوا پریرا گاردنر و دکتر جان ویلیام دراپر بود.
در دوران کودکی، والدینش با نشان دادن شگفتی‌های دنیای طبیعی عشق به طبیعت را در او پرورش دادند. پدربزرگ او، دانیل گاردنر، پزشک امپراتور برزیل بود.
به‌عنوان یکی از اعضای خانواده مائوری، او نسل ششمی بود که همراه با خواهر و برادرانش در ایالات متحده زندگی می‌کرد. خواهرش آنتونیا مائوری به‌عنوان یک ستاره‌شناس، دانشمند و ریاضی‌دان در رصدخانه هاروارد کار می‌کرد. خواهر دیگر او، سارا میتون مائوری، در دوران کودکی درگذشت. برادرش جان ویلیام دراپر جراح مشهوری در نیویورک شد.
مائوری همچنین نوه جان ویلیام دراپر و برادرزاده هنری دراپر بود، دو ستاره‌شناسی پیشگام که رصدخانه هاروارد را با بودجه شخصی خود تأسیس کردند.

## تحصیلات
بین سال‌های ۱۸۹۱ تا ۱۸۹۴، مائوری در کالج رادکلیف تحصیل کرد. یکی از بنیان‌گذاران کالج رادکلیف و نخستین رئیس آن، الیزابت آگاسیز، نقش کلیدی در آموزش مائوری ایفا کرد. مائوری موفق به دریافت بورسیه اسکایلر و بورسیه تحقیقاتی سارا برلینر در زمان تحصیل در دانشگاه کرنل شد.
او بعدها بین سال‌های ۱۸۹۹ تا ۱۹۰۰ در ژاردن دِ پلان پاریس و همچنین در دانشگاه کلمبیا تحصیل کرد. پس از گذراندن یک سال در دانشگاه سوربن برای مطالعات تکمیلی، در سال ۱۹۰۲، مائوری دکترای خود در زمینه دیرینه‌شناسی را از دانشگاه کرنل دریافت کرد. گیلبرت دنیسون هریس، در تمام طول دوران تحصیل او در دیرینه‌شناسی، مشاور و راهنمای مائوری بود.

## حرفه
پس از دریافت مدرک دکترای خود، مائوری در سال ۱۹۰۰ تدریس در دبیرستان اراسموس در بروکلین، نیویورک را آغاز کرد. او در سال ۱۹۰۴ به‌عنوان دستیار دیرینه‌شناس در دانشگاه کلمبیا مشغول به کار شد و تا سال ۱۹۱۲ به تدریس زمین‌شناسی در کالج کلمبیا و بارنارد کالج پرداخت.
مائوری به تحقیقات میدانی بازگشت و به تیمی به سرپرستی گیلبرت دنیسون هریس، مشاور سابق خود در کرنل، پیوست. هدف این تیم بررسی مناطق نفت‌خیز در سواحل تگزاس و لوئیزیانا در خلیج مکزیک بود. اطلاعات ارائه‌شده اولین داده‌های زمین‌شناسی قابل‌توجه دربارهٔ منطقه‌ای بود که امروز به‌عنوان منطقه‌ای نفت‌خیز شناخته می‌شود.
مشارکت مشخص مائوری در تلاش‌های تحقیقاتی تیم، جمع‌آوری داده‌ها بر اساس یافته‌های دیرینه‌شناسی برای ایجاد نقشه‌ای ساختاری از یک منطقه گسترده بود. تحلیل تیم از زمان انتشار در سال ۱۹۱۰ تنها به اصلاحات جزئی نیاز داشته است.
در سال ۱۹۱۰، مائوری فعالیت خود را در رویال داچ شل به‌عنوان زمین‌شناس مشاور و چینه‌شناس آغاز کرد و به اولین زنی تبدیل شد که به‌عنوان مشاور استخدام شد. او سپس در شرکت آسفالت عمومی به عضویت تیمی درآمد که مناطق بسترهای ائوسن قدیمی در ترینیداد و ونزوئلا را بررسی می‌کرد. یافته‌های او دربارهٔ فسیل‌ها و جانداران اولین نمونه‌های ثبت‌شده در کارائیب و آمریکای جنوبی بودند.
بین سال‌های ۱۹۱۰ تا ۱۹۱۱، مائوری فرصت پیوستن به اکتشاف زمین‌شناسی آرتور کلیفورد ویچ به ونزوئلا را به‌عنوان دیرینه‌شناس داشت. پس از تدریس در کالج هوگونو در ولینگتون، آفریقای جنوبی، در سال ۱۹۱۶ به کارائیب بازگشت و با وجود بی‌ثباتی سیاسی منطقه در آن زمان، رهبری «اکتشافات مائوری» در جمهوری دومینیکن را به عهده گرفت. هدف او مرتب‌سازی لایه‌های چینه‌شناسی دوران میوسن و اولیگوسن بود که شامل سنگ‌های رسوبی با ذخایر فسیلی فراوان بودند. این تلاش منجر به کشف ۴۰۰ گونه جدید شد.
کار او پایه پروژه بین‌المللی جمهوری دومینیکن در روزگار حاضر را شکل داد، پروژه‌ای تحقیقاتی که هدف آن بررسی تغییرات تکاملی در کارائیب از دوران میوسن تا عصر حاضر است.
در سال ۱۹۲۵، مائوری کتاب «فسیل‌های ترشیاری برزیل با توصیف شکل‌های جدید دوران کرتاسه» را منتشر کرد. در این اثر، او گونه‌های متنوعی از نرمتنان سواحل شمال شرقی آمریکای جنوبی را شرح داد. از میان این نرمتنان، اکثر آن‌ها به‌عنوان گونه‌های جدید شناسایی شدند.
با استفاده از دانش چینه‌شناسی خود، مائوری توانست ارتباط جانداران این منطقه را با جانداران مشابه در اطراف کارائیب و خلیج مکزیک پیدا کند.
تک‌نگاری او عمدتاً بر فسیل‌های دوران زمین‌شناسی میوسن زیرین که در ریو پیراباس و براگانسا تا بله‌ام یافت شده بودند، تمرکز داشت. در هر دو این مناطق، فسیل‌ها در بسترهای سنگ‌آهک قرار داشتند و عمدتاً قالب‌های داخلی و خارجی پوسته‌ها در داخل سنگ‌ها مشاهده شدند.
مائوری در کنار بسیاری از مهارت‌ها و دستاوردهای خود، استعداد قابل توجهی در نوشتن داشت و اکتشافات خود را به شیوه‌ای کاملاً حرفه‌ای مستند کرد. همکاران او او را به دلیل انرژی و کارآمدی‌اش شناختند، چرا که او در برابر تعصب علیه زنان دانشمند تلاش می‌کرد.
مهارت‌ها و توانایی‌های او به حدی مورد توجه قرار گرفت که به‌عنوان دیرینه‌شناس رسمی در خدمات زمین‌شناسی و معدنی برزیل منصوب شد. در این سمت، او بین سال‌های ۱۹۱۹ تا ۱۹۳۷ چندین تک‌نگاری و بولتن‌های خدمات معدنی منتشر کرد.
مائوری همچنین عضو انجمن جغرافیایی آمریکا بود. آخرین گزارش او قبل از مرگ، در سال ۱۹۳۷، دربارهٔ فسیل‌های پلیوسن اکری، برزیل منتشر شد.
بیشتر کارهای او پس از سال ۱۹۲۳ در یک آزمایشگاه خصوصی در آپارتمانش در یونکرز، نیویورک تکمیل شد. از آنجایی که او از نظر مالی مستقل بود، توانست متخصصانی را برای کارهایی که به آن‌ها تسلط کمتری داشت، استخدام کند.